# Zabriskie Point (album)
Zabriskie Point je soundtrackové album více umělců k filmu Zabriskie Point od režiséra Michelangela Antonioniho. Vydáno bylo v lednu 1970 (viz 1970 v hudbě), v roce 1997 vyšla rozšířená dvojdisková verze.

## Popis alba a jeho historie
Původní album z roku 1970 obsahuje celkem 11 skladeb osmi různých interpretů. Nejvíce jich pochází od skupin Pink Floyd (tři písně) a Kaleidoscope (dvě skladby), ostatní umělci jsou zastoupeni jednou skladbou. Ve filmu se také objevila píseň „You Got the Silver“ od The Rolling Stones, která však na hudební album nebyla zahrnuta. Skladba „L'America“ od Jima Morrisona byla zamítnuta Antonionim.
Vydání z roku 1997 obsahuje druhý disk s bonusovými nahrávkami, které byly sice ve filmu použity, ale na originální soundtrack se nedostaly. Jedná se o čtyři skladby od Jerryho Garcii a čtyři od Pink Floyd.

### Pink Floyd
Příspěvky Pink Floyd byly nahrávány v listopadu a prosinci 1969 po vydání alba Ummagumma. Skladba „Come in Number 51, Your Time Is Up“ je mírně odlišná a znovu nahraná verze skladby „Careful with That Axe, Eugene“, která původně vyšla jako B strana singlu „Point Me at the Sky“. „Love Scene (Version 4)“ je Wrightova klavírní kompozice. „Country Song“ je folková balada s textem plným šachových metafor. „Unknown Song“ (známá též jako „Rain in the Country“) je klidná instrumentálka následovaná bluesovou „Love Scene (Version 6)“. Celkem pět ze sedmi skladeb Pink Floyd jsou skladby instrumentální, pouze „Crumbling Land“ a „Country Song“ jsou zpívané písně.

## Seznam skladeb
| Původní verze z roku 1970 | Původní verze z roku 1970          | Původní verze z roku 1970                              | Původní verze z roku 1970 | Původní verze z roku 1970 |
| Pořadí                    | Název                              | Autor                                                  | Interpret                 | Délka                     |
| ------------------------- | ---------------------------------- | ------------------------------------------------------ | ------------------------- | ------------------------- |
| 1.                        | Heart Beat, Pig Meat               | Gilmour, Waters, Wright, Mason                         | Pink Floyd                | 3:12                      |
| 2.                        | Brother Mary                       | Lindley                                                | Kaleidoscope              | 2:42                      |
| 3.                        | Dark Star (výňatek)                | Garcia, Hart, Hunter, Kreutzmann, Lesh, McKernan, Weir | Grateful Dead             | 2:32                      |
| 4.                        | Crumbling Land                     | Gilmour, Waters, Wright, Mason                         | Pink Floyd                | 4:16                      |
| 5.                        | Tennessee Waltz                    | King, Stewart                                          | Patti Page                | 3:03                      |
| 6.                        | Sugar Babe                         | Young                                                  | The Youngbloods           | 2:13                      |
| 7.                        | Love Scene                         | Garcia                                                 | Jerry Garcia              | 7:02                      |
| 8.                        | I Wish I Was a Single Girl Again   | Holcomb, tradicionál                                   | Roscoe Holcomb            | 1:56                      |
| 9.                        | Mickey's Tune                      | Lindley                                                | Kaleidoscope              | 1:42                      |
| 10.                       | Dance of Death                     | Fahey                                                  | John Fahey                | 2:43                      |
| 11.                       | Come in Number 51, Your Time Is Up | Gilmour, Waters, Wright, Mason                         | Pink Floyd                | 5:01                      |
| Celková délka:            | Celková délka:                     | Celková délka:                                         | Celková délka:            | 36:00                     |

| Bonusový disk (reedice 1997) | Bonusový disk (reedice 1997)          | Bonusový disk (reedice 1997)   | Bonusový disk (reedice 1997) | Bonusový disk (reedice 1997) |
| Pořadí                       | Název                                 | Autor                          | Interpret                    | Délka                        |
| ---------------------------- | ------------------------------------- | ------------------------------ | ---------------------------- | ---------------------------- |
| 1.                           | Love Scene Improvisations (Version 1) | Garcia                         | Jerry Garcia                 | 6:18                         |
| 2.                           | Love Scene Improvisations (Version 2) | Garcia                         | Jerry Garcia                 | 8:00                         |
| 3.                           | Love Scene Improvisations (Version 3) | Garcia                         | Jerry Garcia                 | 7:52                         |
| 4.                           | Love Scene Improvisations (Version 3) | Garcia                         | Jerry Garcia                 | 8:04                         |
| 5.                           | Country Song                          | Gilmour, Waters, Wright, Mason | Pink Floyd                   | 4:37                         |
| 6.                           | Unknown Song                          | Gilmour, Waters, Wright, Mason | Pink Floyd                   | 6:01                         |
| 7.                           | Love Scene (Version 6)                | Gilmour, Waters, Wright, Mason | Pink Floyd                   | 7:26                         |
| 8.                           | Love Scene (Version 4)                | Gilmour, Waters, Wright, Mason | Pink Floyd                   | 6:45                         |
| Celková délka:               | Celková délka:                        | Celková délka:                 | Celková délka:               | 55:03                        |